# Marcelino (football, 1955)
Pour les articles homonymes, voir Marcelino.
Marcelino Pérez Ayllón, plus connu comme Marcelino, né le 13 août 1955 à Sabadell (province de Barcelone, Espagne), est un footballeur international espagnol qui jouait au poste de défenseur avec l'Atlético de Madrid. Il s'est reconverti en entraîneur.

## Biographie

### Joueur

#### En club
Marcelino commence à jouer dans sa région natale avec le Gimnástico Mercantil (1966-1969), puis au CE Sabadell. Il intègre l'équipe première de Sabadell en 1972.
En 1974, Marcelino est recruté par l'Atlético de Madrid, club avec qui il débute en première division. Il joue à l'Atlético pendant dix saisons.
Avec l'Atlético, il joue un total de 253 matchs et marque 4 buts. Il joue 190 matchs en première division (3 buts), 42 matchs en Coupe d'Espagne (1 but) et 21 matchs en compétitions internationales.

#### En équipe nationale
Marcelino débute en équipe d'Espagne sous les ordres du sélectionneur Laszlo Kubala le 26 octobre 1977 au stade Vicente Calderón de Madrid face à la Roumanie (victoire 2 à 0), match de qualification pour la Coupe du monde de 1978.
Il participe à la Coupe du monde de 1978 en Argentine. Lors du mondial, il joue trois matchs : contre l'Autriche, le Brésil et la Suède.
Son dernier match avec l'Espagne a lieu le 4 avril 1979 à Craiova face à la Roumanie en match qualificatif pour l'Euro 1980 (match nul 2 à 2).
Marcelino joue un total de 13 matchs avec l'Espagne.

### Entraîneur
Après sa carrière de joueur, Marcelino devient entraîneur. Il est l'assistant de José Antonio Camacho au Rayo Vallecano et au Séville FC. 
Lors de la saison 1993-1994, Marcelino entraîne le Cadix CF en deuxième division. Il entraîne ensuite Carabanchel et Talavera.
En 2000, il est l'assistant de Fernando Zambrano à l'Atlético de Madrid.
En 2011, il entraîne le Tomelloso CF mais il est limogé en octobre.

## Palmarès
Avec l'Atlético Madrid :
- Vainqueur de la Coupe intercontinentale en 1974
- Champion d'Espagne en 1977
- Vainqueur de la Coupe d'Espagne en 1976